# Silvia Weissteiner
Silvia Weissteiner (née le 13 juillet 1979 à Vipiteno) est une athlète italienne, spécialiste des courses de fond.
Elle mesure 1,63 m pour 46 kg. 19 fois sélectionnée en équipe nationale, appartenant au club SV Sterzing VB Latella. elle est double championne d'Italie du 5 000 mètres.
Ses meilleurs temps sont :
- 5 000 m : 15 min 26 s 92 à Florence le 4 juin 2006
- 10 000 m : 32 min 09 s 26 (14) Göteborg le 7 août 06

## Biographie
Elle a commencé à courir à 12 ans, dans un groupe où se trouvaient des coureurs comme Christian Obrist ou Agnes Tschurtschenthaler.

## Palmarès

### Championnats du monde d'athlétisme
- Championnats du monde de 2007 à Osaka ( Japon)
  - 12e sur 5 000 m
- Championnats du monde de 2009 à Berlin ( Allemagne)
  - finaliste sur 5 000 m (7e)

### Championnats du monde d'athlétisme en salle
- Championnats du monde d'athlétisme en salle de 2008 à Valence ( Espagne)
  - 7e sur 3 000 m

### Championnats d'Europe d'athlétisme
- Championnats d'Europe d'athlétisme de 2002 à Munich ( Allemagne)
  - 13e sur 5 000 m
- Championnats d'Europe d'athlétisme de 2006 à Göteborg ( Suède)
  - 14e sur 10 000 m

### Championnats d'Europe d'athlétisme en salle
- Championnats d'Europe d'athlétisme en salle de 2005 à Madrid ( Espagne)
  - 4e sur 3 000 m
- Championnats d'Europe d'athlétisme en salle de 2007 à Birmingham ( Royaume-Uni)
  -  Médaille de bronze sur 3 000 m

## Sources
- (it) Cet article est partiellement ou en totalité issu de l’article de Wikipédia en italien intitulé « Silvia Weissteiner » (voir la liste des auteurs).